# Pareumenes advocatus
Pareumenes advocatus är en stekelart som beskrevs av Giordani Soika. Pareumenes advocatus ingår i släktet Pareumenes och familjen Eumenidae. Inga underarter finns listade i Catalogue of Life.